# Escuelas Públicas del Condado de Fairfax

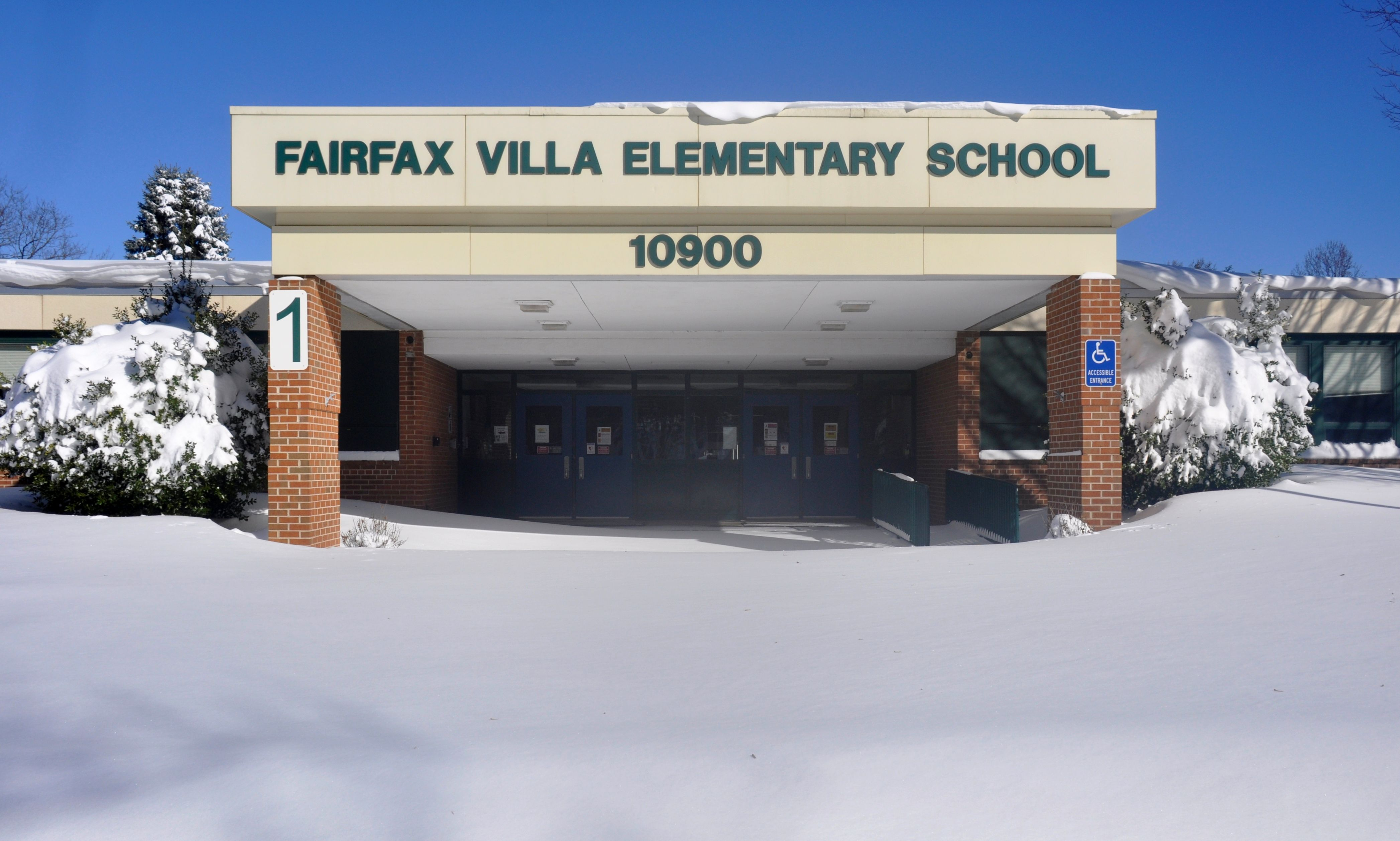
Fairfax Villa Elementary School

Las Escuelas Públicas del Condado de Fairfax (Fairfax County Public Schools, FCPS en inglés) es un distrito escolar en Virginia, Estados Unidos. El distrito gestiona escuelas en el condado de Fairfax y la Ciudad de Fairfax. Tiene su sede en una área no incorporada del condado, cerca de Falls Church. FCPS es el distrito escolar más grande en Virginia y el undécimo más grande en los Estados Unidos. En el año escolar 2010-2011, FCPS tenía 196 escuelas, incluyendo 139 escuelas primarias, 22 escuelas medias, 21 escuelas preparatorias, 2 escuelas preparatorias alternativas, 8 centros de educación especial, y 4 escuelas secundarias (media y preparatoria). En el año escolar 2010-2011, FCPS tenía 175.296 estudiantes. El Condado de Fairfax tiene una superficie de 395 millas cuadradas.

## Escuelas

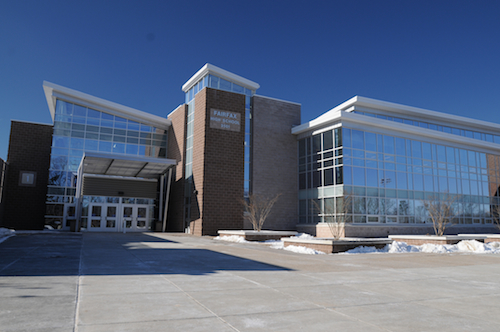
Fairfax High School

### Escuelas secundarias
High schools
- Annandale High School
- Centreville High School
- Chantilly High School
- Thomas A. Edison High School
- Fairfax High School
- Falls Church High School
- Herndon High School
- Langley High School
- Robert E. Lee High School
- James Madison High School
- George C. Marshall High School
- McLean High School
- Mount Vernon High School
- Oakton High School
- South Lakes High School
- Justice High School
- Thomas Jefferson High School for Science and Technology
- West Potomac High School
- West Springfield High School
- Westfield High School
- Wilbert Tucker Woodson High School

Secondary schools
- Hayfield Secondary School
- Lake Braddock Secondary School
- Robinson Secondary School
- South County Secondary School